# Chien courant espagnol
Le chien courant espagnol (en espagnol sabueso español) est une race de chiens originaire d'Espagne. C'est un chien courant de taille moyenne, construit en longueur, avec une tête longue dotée d'oreilles très longues, à la robe blanc et orange. Il s'agit d'un chien de chasse employé comme chien courant ou chien de recherche au sang surtout pour la chasse au lièvre.

## Historique
Connu dès le Moyen Âge, le chien courant espagnol est décrit dans le Livre de la chasse par le roi Alphonse XI de Castille (1311-1350) et dans d'autres écrits tels que ceux de Gonzalo Argote de Molina (1582). Assez peu connu en France, il est apprécié et répandu en Espagne.

## Standard

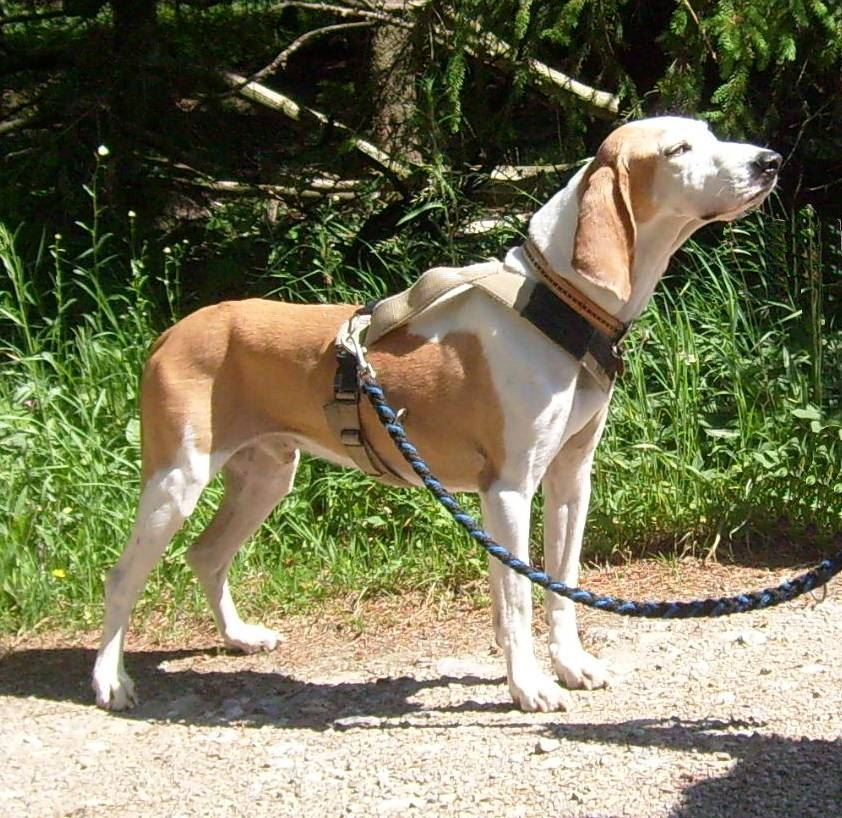
Chien courant espagnol.

Le chien courant espagnol est un chien courant de taille moyenne, de type longiligne. La longueur de son corps dépasse largement la hauteur au garrot. L'ossature est compacte et les membres solides. Grosse à la racine, la queue est attachée à hauteur moyenne. Au repos, elle est portée légèrement courbée et dépasse le jarret. En action, elle est portée en sabre, avec un mouvement latéral continuel de va-et-vient. La longue tête est dotée d'un crâne bombé avec la crête occipitale marquée et un stop en pente douce. Les lignes du crâne et du chanfrein sont divergentes. Les yeux de taille moyenne, sont en amande et de couleur noisette foncée. Les oreilles grandes, longues et tombantes sont de texture souple, de forme rectangulaire, avec l'extrémité arrondie. 
Le poil est serré, court, fin et couché. Il forme un pinceau à l'extrémité de la queue. La robe est blanche et orange. Les marques sont distribuées en taches irrégulières bien définies et sans mouchetures. La couleur orange varie du citron au roux-marron soutenu.

La répartition et l'intensité des taches de couleurs varient.
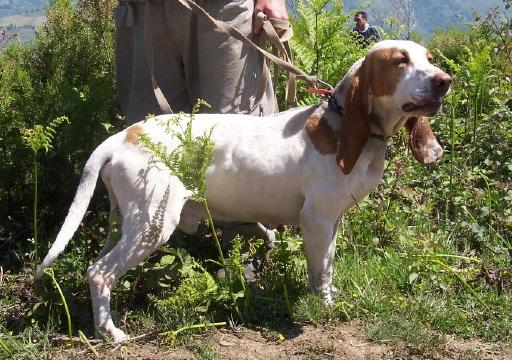
Robe à prédominance blanche. Orange clair.
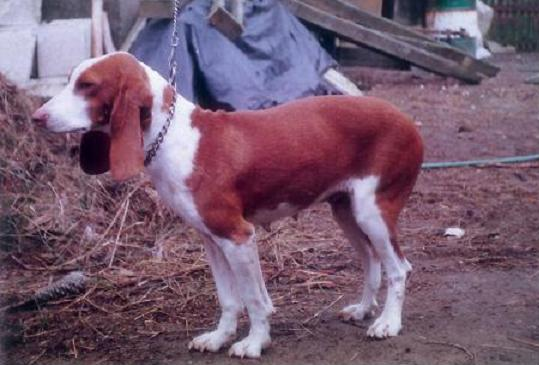
Robe à prédominance orange. Orange roux-marron.

## Caractère
Le standard FCI de la race décrit le chien courant espagnol comme affectueux et calme, courageux et vaillant à la chasse.

## Utilité

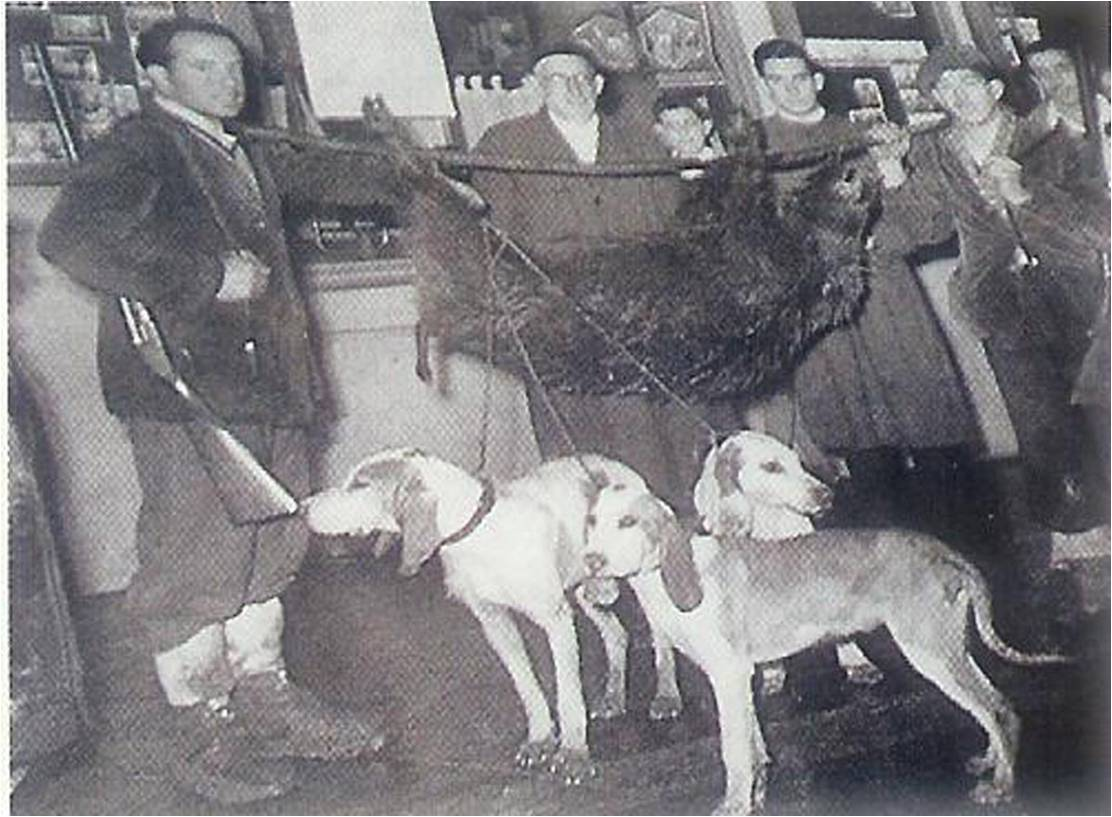
Chiens courants espagnols posant devant un sanglier en 1952.

Le chien courant espagnol est un chien de chasse utilisé comme chien courant et chien de recherche au sang pour le petit gibier, notamment le lièvre. Polyvalent, il peut s'adapter à la chasse au gros gibier comme le sanglier, le cerf, le chevreuil, le renard, le loup ou l’ours. Il est connu pour sa voix qu'il module selon le déroulement de la chasse à courre.
Le chien courant espagnol est également un chien de compagnie agréable.